# Paul Meier (Leichtathlet)
Paul Meier (* 27. Juli 1971 in Velbert, Kreis Mettmann) ist ein ehemaliger deutscher Leichtathlet und Olympiateilnehmer, der in den 1990er Jahren ein erfolgreicher Zehnkämpfer war. Bei den Olympischen Spielen 1992 wurde er Sechster, bei den Weltmeisterschaften 1993 wurde er Dritter. Paul Meier gehörte dem TSV Bayer 04 Leverkusen an. Bei einer Größe von 1,96 m hatte er ein Wettkampfgewicht von 92 kg. Meier beendete 1999 seine Sportlerlaufbahn.

## Einsätze bei internationalen Höhepunkten im Einzelnen
- 1990, Juniorenweltmeisterschaften: Platz 8 (7198 Punkte)
- 1992, Olympische Spiele: Platz 6 (8192 Punkte: 10,75 s – 7,54 m – 15,34 m – 2,15 m – 48,33 s – 15,22 s – 42,14 m – 4,60 m – 55,44 m –  4:38,21 min)
- 1992, Halleneuropameisterschaften: Platz 5 im Siebenkampf (6023 Punkte: 6,98 s – 7,45 m – 15,10 m – 2,10 m – 8,62 s – 4,70 m – 2:40,4 min)
- 1993, Weltmeisterschaften: Platz 3 (8548 Punkte: 10,57 s – 7,57 m – 15,45 m – 2,15 m – 47,73 s – 14,63 s  – 45,72 m – 4,60 m – 61,22 m – 4:32,05 min)
- 1995, Weltmeisterschaften 1995: nach der dritten Disziplin aufgegeben; Platz 1 im Mehrkampf-Weltcup (8366 Punkte)

## Privates
Paul Meier wurde Projektingenieur für Kunststofftechnik und arbeitet seit 2005 in der Großkundenbetreuung eines Software-Unternehmens. Am 30. April 2004 heiratete er die ehemalige Hochspringerin Heike Henkel, mit der er eine Tochter hat. Die Tochter Marlene Meier wurde 2022 Deutsche Meisterin über 100 m Hürden.